# Santa Elena (La Paz)
Santa Elena é um município de Honduras, localizado no departamento de La Paz.